# 麻坡站
麻坡站位于广东省惠州市博罗县麻坡镇，是京九铁路的一座火车站，等级为四等站，距北京西站2216公里，距常平站99公里，本站及相邻上下行区间已于2013年电气化。车站建于1996年，现只办理货运，不办理客运业务。